# توني ماير (ممثل)
توني ماير (بالإنجليزية: Anthony Meyer)‏ هو ممثل بريطاني، ولد في 25 مارس 1947 في المملكة المتحدة.

## أعمال

### أفلام
- (1982) عقد الرسام
- (1983) الأخطبوطي[1]

## وصلات خارجية
- توني ماير على موقع IMDb (الإنجليزية)
- توني ماير على موقع ألو سيني (الفرنسية)
- توني ماير على موقع أول موفي (الإنجليزية)
- توني ماير على موقع أول موفي (الإنجليزية)
- توني ماير على موقع قاعدة بيانات الأفلام السويدية (السويدية)
- توني ماير على موقع قاعدة بيانات الفيلم (الإنجليزية)
- توني ماير على موقع كينوبويسك (الروسية)